# Estação Novoslobodskaia
Novoslobodskaia (em russo:  Новослободская) é uma das estações da linha Kolhtsevaia (Linha 5) do Metro de Moscovo, na Rússia. Estação «Novoslobodskaia» está localizada entre as estações «Prospekt Mira» e «Bielorrússkaia».